# Lịch sử Wikipedia

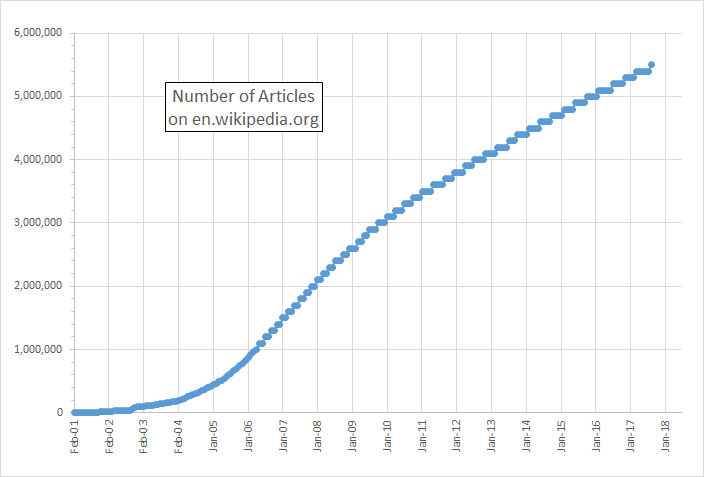
Phiên bản Wikipedia tiếng Anh đã có tới bài viết, tương đương với trên 2,500 lần phiên bản giấy của Encyclopædia Britannica. Bao gồm tất cả các phiên bản, Wikipedia có trên 50 triệu bài viết, tính đến 2019, tương đương với hơn 22.000 cuốn sách in.

Wikipedia bắt đầu với lần chỉnh sửa đầu tiên vào ngày 15 tháng 1 năm 2001, hai ngày sau khi tên miền được Jimmy Wales và Larry Sanger đăng ký . Nền tảng công nghệ và khái niệm của nó có trước điều này; đề xuất sớm nhất về bách khoa toàn thư trực tuyến được Rick Gates đưa ra vào năm 1993, và khái niệm về bách khoa toàn thư trực tuyến tự do (khác với nguồn mở đơn thuần)  đã được  Arab Diver đề xuất trong tháng 12 năm 2000.

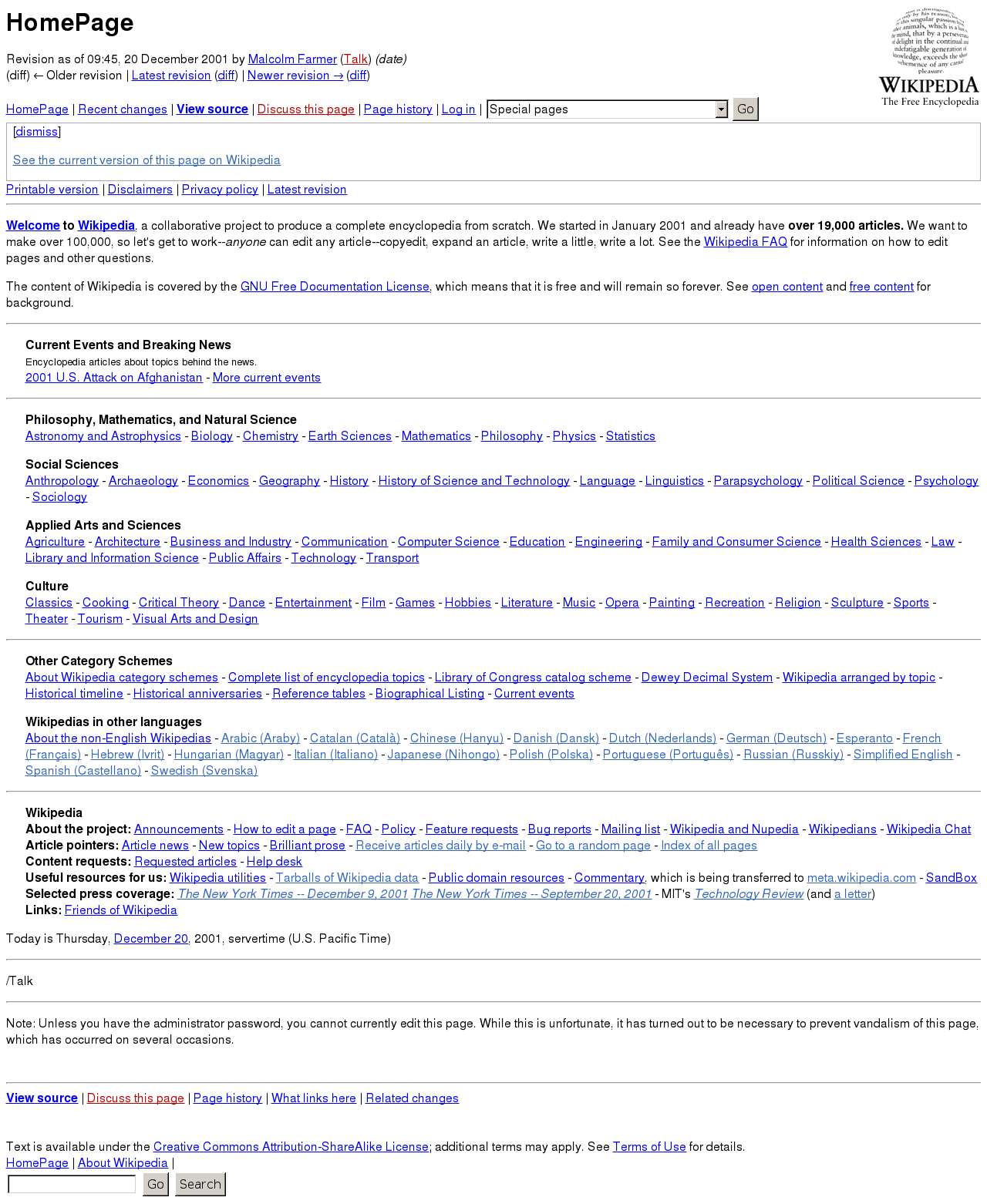
Trang chính của Wikipedia ngày 20 tháng 12 năm 2001

Điều quan trọng, khái niệm của Stallman đặc biệt bao gồm ý tưởng rằng không có tổ chức trung tâm nào nên kiểm soát chỉnh sửa. Đặc điểm này trái ngược hoàn toàn với bách khoa toàn thư kỹ thuật số đương đại như Microsoft Encarta, Encyclopædia Britannica và thậm chí Nupedia của Bomis, tiền thân trực tiếp của Wikipedia. Năm 2001, giấy phép cho Nupedia đã được đổi thành GFDL, và Wales và Sanger đã ra mắt Wikipedia bằng cách sử dụng khái niệm và công nghệ của một wiki được cài lần đầu vào năm 1995 bởi Ward Castyham. Ban đầu, Wikipedia được dự định để bổ sung cho Nupedia, một dự án bách khoa toàn thư trực tuyến chỉ được chỉnh sửa bởi các chuyên gia, bằng cách cung cấp thêm các bài viết dự thảo và ý tưởng cho nó. Trong thực tế, Wikipedia đã nhanh chóng vượt qua Nupedia, trở thành một dự án toàn cầu bằng nhiều ngôn ngữ và truyền cảm hứng cho một loạt các dự án tham khảo trực tuyến khác.
Theo Alexa Internet, Tính đến  năm 2018, Wikipedia là trang web phổ biến thứ năm trên thế giới về lưu lượng truy cập tổng thể. Lượng độc giả hàng tháng trên toàn thế giới của Wikipedia là khoảng 495 triệu. Toàn cầu vào tháng 9 năm 2018, WMF Labs đã có được 15,5 tỷ lượt xem trang trong tháng. Theo comScore, Wikipedia có được hơn 117 triệu người khách truy cập hàng tháng chỉ tính riêng từ Hoa Kỳ.